# Kryterium Asów Polskich Lig Żużlowych im. Mieczysława Połukarda 2010
Kryterium Asów Polskich Lig Żużlowych im. Mieczysława Połukarda 2010 – 29. edycja turnieju żużlowego poświęconego pamięci polskiego żużlowca, Mieczysława Połukarda odbył się 28 marca 2010. Zwyciężył Rosjanin Emil Sajfutdinow.

## Wyniki
- 28 marca 2010 (niedziela), Stadion Polonii Bydgoszcz
- NCD: Piotr Protasiewicz – 63,14 w wyścigu 2
- Sędzia: Piotr Lis

| Msc. | Zawodnik                 | Klub            | Pkt      |              |  |
| ---- | ------------------------ | --------------- | -------- | ------------ |  |
| 1    | (4) Emil Sajfutdinow     | Rosja           | 15       | (3,3,3,3,3)  |  |
| 2    | (13) Antonio Lindbäck    | Szwecja         | 12       | (2,3,2,3,2)  |  |
| 3    | (1) Magnus Zetterström   | Szwecja         | 11+ns    | (2,2,2,3,2)  |  |
| 4    | (3) Grzegorz Zengota     | Zielona Góra    | 11+wu(B) | (1,3,3,3,1)  |  |
| 5    | (10) Adrian Gomólski     | Gniezno         | 11+wu(A) | (2,3,1,2,3)  |  |
| 6    | (12) Grzegorz Walasek    | Bydgoszcz       | 10       | (0,2,3,2,3)  |  |
| 7    | (16) Adrian Miedziński   | Toruń           | 9        | (3,0,3,u,3)  |  |
| 8    | (11) Sebastian Ułamek    | Tarnów          | 8        | (3,2,0,1,2)  |  |
| 9    | (7) Piotr Protasiewicz   | Zielona Góra    | 7        | (3,1,wu,1,2) |  |
| 10   | (6) Krzysztof Buczkowski | Grudziądz       | 7        | (2,2,1,2,d)  |  |
| 11   | (5) Andreas Jonsson      | Szwecja         | 5        | (1,1,1,1,1)  |  |
| 12   | (9) Dienis Gizatullin    | Rosja           | 4        | (1,0,2,0,1)  |  |
| 13   | (2) Tai Woffinden        | Wielka Brytania | 3        | (0,1,2,0,0)  |  |
| 14   | (15) Krzysztof Jabłoński | Gniezno         | 3        | (1,d,0,1,1)  |  |
| 15   | rez. Szymon Woźniak      | Bydgoszcz       | 2        | (0,2)        |  |
| 16   | (14) Wiesław Jaguś       | Toruń           | 1        | (0,0,1)      |  |
| 17   | (8) Olivier Allen        | Wielka Brytania | 1        | (d,1,t,w,0)  |  |
| 18   | rez. Mikołaj Curyło      | Bydgoszcz       | 0        | (0,0)        |  |

Bieg po biegu
1. [63,27] Sajfutdinow, Zetterström, Zengota, Woffinden
2. [62,29] Protasiewicz, Buczkowski, Jonsson, Allen
3. [63,22] Ułamek, Gomólski, Gizatullin, Walasek
4. [62,56] Miedziński, Lindbäck, Jabłoński, Jaguś
5. [62,87] Lindbäck, Zetterström, Jonsson, Gizatullin
6. [63,56] Gomólski, Buczkowski, Woffinden, Jaguś
7. [63,09] Zengota, Ułamek, Protasiewicz, Jabłoński
8. [63,86] Sajfutdinow, Walasek, Allen, Miedziński
9. [63,84] Miedziński, Zetterström, Buczkowski, Ułamek
10. [64,04] Walasek, Woffinden, Jonsson, Jabłoński
11. [63,91] Zengota, Gizatullin, Jaguś, Woźniak Woźniak za Allena
12. [64,14] Sajfutdinow, Lindbäck, Gomólski, Protasiewicz (w/u)
13. [64,74] Walasek, Zetterström, Curyło, Protasiewicz Curyło za Jagusia
14. [64,43] Lindbäck, Woźniak, Ułamek, Woffinden Woźniak za Allena
15. [64,81] Zengota, Gomólski, Jonsson, Miedziński
16. [64,60] Sajfutdinow, Buczkowski, Jabłoński, Gizatullin
17. [66,55] Gomólski, Zetterström, Jabłoński, Allen
18. [66,26] Miedziński, Protasiewicz, Gizatullin, Woffinden
19. [66,39] Walasek, Lindbäck, Zengota, Buczkowski
20. [65,73] Sajfutdinow, Ułamek, Jonsson, Curyło Curyło za Jagusia
21. Ostatecznie biegu 21. nie rozegrano, po wykluczeniach Gomólskiego a potem Zengoty.